# آلبرت مویله
آلبرت مویله (انگلیسی: Albert Muylle؛ زادهٔ) دوچرخه‌سوار اهل بلژیک است.